# Alessandra Perilliová
Alessandra Perilliová (* 1. dubna 1988, Rimini) je sanmarinská sportovní střelkyně, specializující se na disciplínu trap.
Je držitelkou bronzové medaile na mistrovství Evropy juniorů ve sportovní střelbě 2008 a ze Středomořských her 2009 a 2013, na Hrách malých států Evropy 2009 vybojovala stříbro. Na Mistrovství světa ve sportovní střelbě 2010 byla členkou sanmarinského družstva, které skončilo na třetím místě. Vyhrála dva závody světového poháru 2011. Na LOH 2012, kde byla vlajkonoškou své výpravy, byla blízko historicky první olympijské medaili pro San Marino, když se ve finále trapu umístila s 93 zásahy na druhém až čtvrtém místě spolu se Zuzanou Štefečekovou (Slovensko) a Delphine Reauovou (Francie); následný rozstřel o konečné umístění však nezvládla a skončila čtvrtá. Těsně pod stupni vítězů skončila také na Mistrovství Evropy ve sportovní střelbě 2013. Vše si vynahradila ziskem dvou medailí na LOH 2020 – nejprve získala bronz v individuální soutěži a poté stříbro v soutěži smíšených týmů (jejím kolegou byl Gian Marco Berti). Pro San Marino se jednalo o první medaile z Letních olympijských her v historii.
Žije v Borgo Maggiore, je vdaná a má syna. Její sestra Arianna Perilliová je rovněž závodní střelkyní.